# 池田真一
池田 真一（いけだ しんいち、本名同じ、1977年2月25日 - 2008年5月30日）は、日本の男性著者。香川県丸亀市出身。享年31。
2度の白血病を乗り越え、回復へ向かったと思われるも、難病・肺線維症にかかり、この世を去る。
その闘病を記したblogが反響を呼び、後に書籍となった。書籍は、普通に生きることや命に対するありがたさと、臓器移植に対する現状を考えさせられる内容だった。
その書籍が、ラジオで朗読されたことがきっかけで、第45回ギャラクシー奨励賞を受賞したり、各マスコミに取り上げられるようになる。
また、彼の生き方に感銘を受け、Live on Lifeと言うイベントが行われたり、彼を応援する歌の製作なども行われている。

## 著書
- 生きたい!!僕の履歴書(リーブル出版)

## イベント
- Live on Life

## テレビ
- NHK『おはよう日本』(2009年2月14日)
- FNN『スーパーニュース』(2008年11月19日)
- NHK(2008年4月22日)
- 岡山放送(2008年3月25日)
- テレビせとうち(2008年1月24日)

## 雑誌
- 『週刊女性』（2008年12月9日発売）

## 新聞
- 東京新聞(2008年9月24日)
- 朝日新聞(2008年8月21日)
- 朝日新聞(2008年8月10日)
- 東京新聞(2008年8月10日)
- 中国新聞(2008年8月5日)
- 中国新聞(2008年6月25日)
- 徳島新聞(2008年5月26日)
- 中国新聞(2008年5月15日)
- 朝日新聞(2008年4月20日)

## ラジオ
- FM放送全国38局　ラジオ劇団『小さな奇跡』 心の花を咲かせよう(2009年5月27日)
- FM放送全国38局　ラジオ劇団『小さな奇跡』 天国の郵便ポスト(2009年5月28日)
- NHKラジオ第一(2008年2月11日)
- FM高松(2008年6月23日・25日・27日)

## 受賞
第45回ギャラクシー奨励賞

## 関連キーワード
- one truth only
- 夜ふかしの会
- ラ・サプリメント・ビバ